# Сморчок высокий
Сморчо́к высо́кий  (лат. Morchella elata) — съедобный гриб рода Сморчки семейства Сморчковые.

## Описание
Внешне сморчок высокий очень похож на сморчок конический. Отличается более тёмным цветом и более крупными размерами плодового тела (апотеция) (5—15 см, до 25—30 см высотой).
Шляпковидная часть узкая, коническая, 4—10 высотой и 3—5 см шириной. Поверхность покрыта примерно треугольными ячейками, ограниченными более или менее параллельными вертикальными узкими складками. Ячейки оливково-коричневые, у зрелых грибов — бурые или чёрно-коричневые; перегородки бывают оливково-охряные; окраска гриба с возрастом темнеет.
Ножковидная часть гриба цилиндрическая, зернистая, 5—15 см высотой и 3—4 см толщиной, на вершине по диаметру почти равна шляпке. У молодых грибов ножка беловатая, позже — желтоватая или охряная.
Споровый порошок белый, кремовый или желтоватый, споры эллипсоидные, (18—25)×(11—15) мкм.

## Произрастание
Плодовые тела этого гриба развиваются в апреле — мае (реже июне). Сморчок высокий редок, встречается в небольшом количестве. Растет на почве в хвойных и лиственных лесах, часто — по травянистым полянам и опушкам, в садах и огородах. Встречается в горах.

## Употребление
Условно съедобный гриб. Пригоден в пищу после отваривания в кипящей подсолёной воде в течение 10—15 минут (отвар сливается), либо после сушки без отваривания. Сушёные сморчки можно использовать после 30—40 дней хранения.